# Alida Bosshardt
Alida Margaretha Bosshardt (Utrecht, 8 juni 1913 – Amsterdam, 25 juni 2007) was een Nederlands officier van het Leger des Heils. Voor velen was zij in de tweede helft van de twintigste eeuw in Nederland het gezicht van dit kerkgenootschap. Ze verkreeg bekendheid als Majoor Bosshardt, maar haar laatste rang was die van luitenant-kolonel, sinds 1968.

## Jeugd
Alida Bosshardt werd op 8 juni 1913 in Utrecht geboren als dochter van Lambertus Bosshardt (Utrecht, 27 september 1885 – Utrecht, 10 mei 1945) en Wilhelmina Dieuwertje Teeling (Gouda, 30 mei 1881 – Hilversum, 25 oktober 1955).
Haar vader was de zoon van Hendrik Antoni Bosshardt (1838-1895), die in de Twijnstraat in Utrecht een “Magazijn van manufacturen, Gebreide Goederen, Garen, Band, enz.” had. Lambertus had predikant of zendeling willen worden, maar door het vroegtijdig overlijden van zijn vader (hij was toen negen jaar) ontbraken daartoe de middelen. Een paar jaar later overleed ook zijn moeder. Op zestienjarige leeftijd kwam hij in de handel terecht. Hij bleef wel zijn hele leven de behoefte houden om zijn geestelijk leven vorm te geven. In 1925 trad hij toe tot de Rooms-Katholieke Kerk.
De eerste telg van de protestantse familie Bosshardt die aan het eind van de 18e eeuw vanuit Zwitserland naar Nederland kwam was Hans Heinrich Bosshardt. Hij trouwde een Nederlandse vrouw, Maria Batenburg. De familienaam werd enkele malen verbasterd, ten slotte tot Boschgert, maar op 19 juli 1844 werd het bij vonnis van de arrondissementsrechtbank te Utrecht toch weer Bosshardt. Grootvader H.A. Bosshardt en zijn vrouw Marretje Barger (1844-1897) hadden acht kinderen. Drie daarvan lieten het leven op het zendingsveld – een broer en twee zusters van Alida's vader: Everdina stichtte in Egypte in dienst van de Amerikaanse zending een weeshuis en overleed er in 1902 aan cholera; Gerard werd Herrnhutterzendeling en stierf in Paramaribo aan de gele koorts; Maria werd hoofd van enkele zendingsscholen op Java en kwam in 1945 om in een Jappenkamp.
Alida werd genoemd naar haar grootmoeder van moeders kant, Alida Margaretha Teelings-Vuurens. Ook Alida's moeder was van protestantsen huize, Nederlands Hervormd. Ze werd in Gouda geboren en behaalde een onderwijzersakte. Op 14 juli 1909 trouwde ze met Lambertus Bosshardt.
Alida werd 8 juni 1913 geboren in de Nachtegaalstraat, op nummer 44, boven de kruidenierswinkel van haar ouders. Ze had een oudere broer, Henk. Alida werd op 3 augustus gedoopt in de Geertekerk. In 1914 werd vader Lambertus Bosshardt gemobiliseerd. Daardoor kwam de zorg voor de winkel op zijn vrouw te rusten. Toen Alida zes jaar oud was ging ze naar de openbare meisjesschool aan het Pieterskerkhof. Met de winkel ging het niet goed. Vader Bosshardt moest de winkel verkopen en werd vertegenwoordiger in koffie, thee, bier en koek. Het gezin verhuisde naar Driebergen. Zus, zoals Alida werd genoemd, en haar drie jaar oudere broer Henk gingen daar naar de dorpsschool in de Wilhelminastraat. Al in december 1921 verhuisde de familie weer terug naar de Utrechtse wijk Ondiep. Daarna woonde het gezin nog in de Voorstraat, in de Van Humboldtstraat, aan de Adr. Beyerkade en op het Janskerkhof. Zus' laatste school is de openbare lagere school met 8e leerjaar in de Hamburgerstraat. Henk ging naar de H.B.S., maar Zus bleef thuis. Ze ging haar moeder helpen in de huishouding en werkte halve dagen in een manufacturenzaak: “Ik verdiende een rijksdaalder per week, waarvan ik een dubbeltje zelf mocht houden”.

## Heilsoldaat
In het gezin van de Bosshardts was een jongen opgenomen, Jan Pennings, de zoon van een zendeling die in Lebak was omgekomen. Jan was vijftien jaar ouder dan Zus; hij was een kunstzinnige jongen, die schilderde en viool speelde. Hij had een vriendin, Wil Dillen, die heilsoldate was en op een gegeven moment aan Zus vroeg: “Ga je mee naar het leger?” En Zus ging mee. Wil was heilsoldate in het legerkorps Utrecht I in de Weistraat (thans Monseigneur van de Weteringstraat). Op een avond in 1930 knielde Alida aan de zondaarsbank en wendde zich – zoals ze het later heeft gezegd – “bewust om naar God”. Ze kwam al snel in aanraking met de “slumpost” (later “barmhartigheidspost” genoemd) in de Lange Nieuwstraat. Hier kwamen kinderen en volwassenen die geholpen werden met kleding en levensmiddelen. Haar moeder vergezelde Zus, Wil en Jan vaak naar het leger, waar ze steun verleende bij het praktische werk; geestelijk voelde ze zich tot het Leger des Heils niet aangetrokken. Haar vader had ondertussen het zakenleven vaarwel gezegd en was journalist geworden. Hij werd stadsverslaggever bij de Utrechtse Courant, en verzorgde tevens de muziekrubriek en het kerknieuws. In 1931 trouwden Jan en Wil en vestigden zich in Delft.
Ze was dan wel bekeerd en actief betrokken bij het Leger, maar Zus was nog geen heilsoldaat. Dat kwam in 1933, toen Alida Margaretha Bosshardt als heilsoldaat werd ingelijfd in het korps Utrecht I, dat in die tijd onder bevel stond van brigadier Van Amerongen. Al snel daarna liet ze zich overschrijven naar het korps waaraan de barmhartigheidspost in de Lange Nieuwstraat verbonden was, en nam ze haar intrek in het kinderhuis aldaar.

## Officier
Alida was nu heilsoldate, of “zuster” in het Leger. Maar ze wilde meer. Ze wilde heilsofficier worden, en daarvoor moest ze weer naar school; naar de “Kweekschool” van het Leger: “Ik dacht: roeping of géén roeping, ik wil naar de Kweekschool, het is Gods bedoeling met mijn leven.”
Op 12 november 1934 werd zuster Bosshardt “cadet” aan de toen splinternieuwe William Booth Kweekschool van het Leger des Heils aan de Amsterdamseweg 285 in Amstelveen, die onder leiding stond van brigadier A.C. Beekhuis. Enkele dagen later vond in de Parkkerk te Amsterdam het “Welkom der cadetten” plaats onder leiding van de Nederlandse kommandant Bouwe Vlas (de hoogste officier in Nederland). De Strijdkreet schrijft in het verslag van het welkom:
Aan het eind der samenkomst vernieuwen de cadetten nog eens het verbond, dat zij met God gemaakt hebben, terwijl zij geknield voor het aangezicht des Heeren zingen:

Al mijn tijd, bij dag en nacht,
Al mijn liefde, al mijn kracht,
Gans mijn wil, niet slechts een deel,
Maar volkomen en geheel
Zij het Uwe, Heer, zij het Uwe, Heer.— geciteerd bij Wijnberg 1962, p. 25/6
De opleiding duurde acht maanden. Op 9 juli 1935 werd cadet Bosshardt samen met haar medecadetten bevorderd tot cadet-luitenant in het Concertgebouw te Amsterdam. Haar ouders woonden de dienst bij. De bevordering was tevens een uitzending. Het was gebruikelijk dat de gloednieuwe officieren pas tijdens deze dienst te horen kregen wat hun eerste standplaats zou worden. Voor cadet-luitenant Bosshardt werd het: korps Rotterdam II, in de thans verdwenen Benthemstraat; dat legerkorps stond toen onder bevel van adjudante G. Eggers. Ze ging wonen bij adjudante Eggers in de Vijverhofstraat. Na een half jaar werd ze overgeplaatst naar de barmhartigheidspost aan de Schiekade onder leiding van kapiteine Wansink.

## De Zonnehoek
In 1936 kreeg luitenant Bosshardt haar aanstelling in het maatschappelijk werk van het Leger des Heils. Ze werd overgeplaatst naar Amsterdam, barmhartigheidspost Rapenburg, annex Kinderhuis De Zonnehoek, dat onder bevel stond van adjudante Oyen. Het kindertehuis stond midden in de Amsterdamse Jodenbuurt. Er waren kinderen opgenomen uit onvolledige gezinnen met problemen. Er verbleven ongeveer honderd kinderen in het tehuis. Daarnaast werden ook een stuk of veertig moeders opgevangen.
Op 14 juli 1938 werd Bosshardt bevorderd tot kapitein. De Tweede Wereldoorlog bracht voor De Zonnehoek moeilijke tijden. Er werden veel Joodse kinderen in het tehuis ondergebracht, die doorgestuurd werden naar onderduikadressen. Op 22 maart 1941 werd het Leger des Heils door de Duitse bezetter geliquideerd. In 1942 moest het tehuis worden ontruimd. De kinderen werden ondergebracht in een paar kleine huizen over het IJ, in de Resedastraat. Toen in juli 1943 Amsterdam-Noord werd gebombardeerd vluchtte Bosshardt met een deel van de kinderen naar Hilversum. Ze bleef op verschillende adressen in het Gooi bivakkeren. Tijdens de hongerwinter nam ze deel aan voedseltochten. In augustus 2004 ontving ze de eretitel Rechtvaardige onder de Volkeren van het Israëlsche holocaustcentrum Yad Vashem.

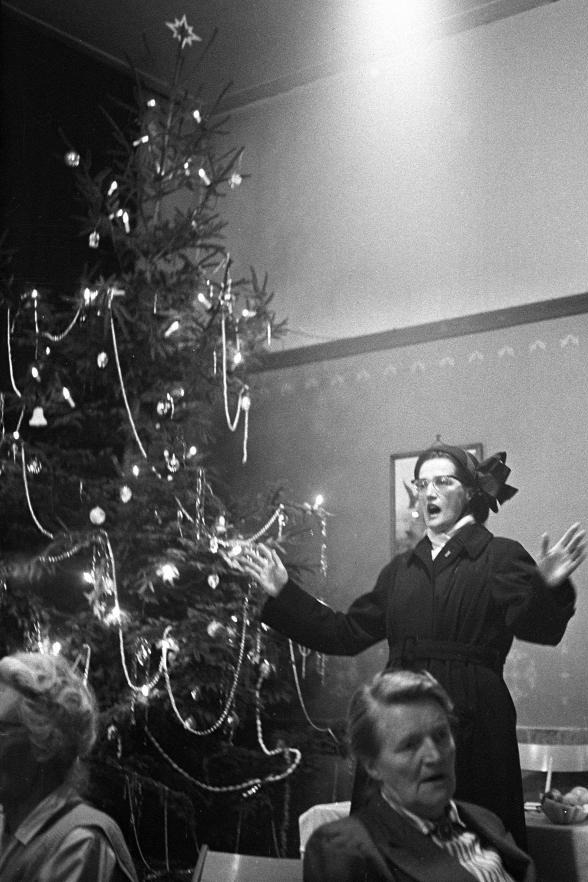
Majoor Bosshardt tijdens een kerstviering in de jaren zestig

## Het Goodwill-Centrum
Na de oorlog hervatte kapitein Bosshardt haar werkzaamheden op het Hoofdkwartier van het Leger des Heils aan de Prins Hendrikkade op de afdeling Vrouwen Maatschappelijk Werk. In 1946 werd ze bevorderd tot adjudant, in 1948 tot senior-kapitein. Ze kreeg van commandant Ch. H. Durman, die van 1945 tot 1950 territoriaal leider van het Leger des Heils in Nederland was, de opdracht om het Goodwillwerk in Nederland te organiseren.
De gedachte, niet-heilsoldaten een mogelijkheid te bieden tot spontante hulpverlening in samenwerking met het Leger des Heils, ontstond in Engeland in de jaren dertig. De journalist Redwood riep het publiek tijdens de overstromingsramp van de Thames in 1928 op tot daadwerkelijke bijstand. Redwood en het Leger des Heils vonden elkaar en hieruit ontstond het Goodwillwerk. Vanuit het Leger kreeg de Goodwill Bond het motto mee: “Hetgeen ik heb, dat geef ik u”.
In Nederland werd ook een Goodwill Bond met een landelijk karakter gevormd, maar de bond zou eigenlijk maar één afdeling krijgen: het Goodwill Centrum op de Oudezijds Voorburgwal 14 te Amsterdam.
Inspiratie voor dat werk deed Bosshardt op toen ze vanaf 8 oktober 1948 begon de Strijdkreet te verkopen op de Amsterdamse Wallen. Eind november noteerde ze in haar dagboek: “Dit werk heeft in ons allen, die mee uitgaan, iets nieuws doen geboren worden. Een liefde voor het verlorene gewekt. Het weggedrevene! Hier in deze wijken van “Donker Amsterdam”, hier hoort het Leger met de boodschap van Jezus. Hier ligt een ruim arbeidsveld voor ons.”
Bijzondere actie.
De jonge Officieren, werkzaam op het Hoofdkwartier, hebben zich verenigd tot een brigade, welke eens per week des nachts opereert in donker Amsterdam. Door het houden van openluchtsamenkomsten en persoonlijke gesprekken tracht men het licht van het Evangelie te brengen in de holen van zonde en duisternis en op deze wijze gelukte het onze makkers reeds een aantal meisjes, die om welke reden dan ook, in dit gedeelte van Amsterdam verdwaald waren, te bewegen dit stadsdeel te verlaten. Wij waarderen dit initiatief, dat geheel van onze makkers uitging, ten zeerste. Zij tonen hierin de rechte Legergeest en wij geloven, dat God deze poging voor velen tot zegen zal maken.— Strijdkreet, begin januari 1949
In 1948 organiseerde Bosshardt haar eerste kerstfeest met prostituees. Ze formuleerde vele malen haar relatie met de meisjes. Bijvoorbeeld in deze passage: “Moet ik me verbeelden dat ik de prostitutie kan bestrijden? Geen sprake van! Ik probeer deze vrouwen de helpende hand zó vaak toe te steken dat ze op het ogenblik dat ze hem grijpen willen, hem ook kùnnen grijpen. Deze meisjes en vrouwen accepteren we zoals ze zijn, in hun situatie. Ik had er in wezen óók kunnen zitten.”
Kapitein Bosshardt werkte samen met vrijwilligers die het Goodwillwerk zowel praktisch als moreel steunden: maatschappelijk werk(st)ers, kerkmensen, mej. Hoekendijk, die in De Halte op de Singel jarenlang prostituees opving, journalisten en theologiestudenten.
Aanvankelijk werden op zondagochtend diensten gehouden in een zaaltje van een café in de Oude Zijds Armsteeg. Eind 1951 lukte het Bosshardt het pand De Leeuwenburgh aan de Oudezijds Voorburgwal 14 te huren van de Vereniging Hendrick de Keyser. Aanvankelijk was alleen de begane grond beschikbaar. Bosshardt moest daar slapen in dezelfde ruimte waar hulpzoekenden worden opgevangen. In 1955 kwam het woongedeelte op de eerste verdieping beschikbaar.
In 1959 kwam ze voor het eerst op de Nederlandse televisie, in het programma Anders dan anderen van Bert Garthoff. In 1965 werd ze door een fotograaf betrapt terwijl ze een vermomde prinses Beatrix begeleidde op een trip over de Wallen; dagenlang was het werk van majoor Bosshardt nieuws in Nederland.

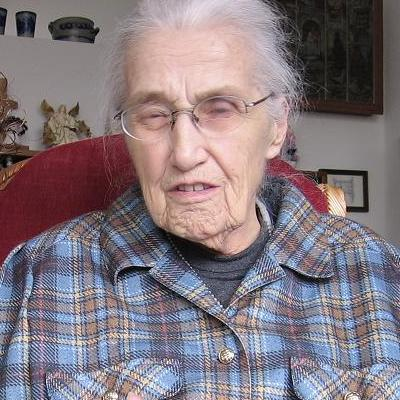
Majoor Bosshardt op 92-jarige leeftijd

## Pensionering
In 1978 ging Bosshardt "op retraite", zoals dat heet bij het Leger. Ze was inmiddels bevorderd tot luitenant-kolonel, maar bleef bij het publiek bekend als "majoor Bosshardt". Ook na haar pensionering bleef ze zich inzetten voor het Leger des Heils en was ze vaak op de Nederlandse televisie te zien. Bekendheid kreeg ook haar vriendschap met de zanger en kunstschilder Herman Brood die ze in 1996 leerde kennen tijdens de opnamen van het televisieprogramma Villa Felderhof. Ze stopte na een hersenbloeding met het verspreiden van Strijdkreet, het blad van het Leger des Heils, maar ze gaf nog tot in 2005 lezingen, ging op bezoek bij zieken, sprak op congressen en tijdens kerkdiensten en verscheen op televisie. Een citaat uit een televisie-uitzending van 11 augustus 2005: "Ik denk dat het altijd zinniger is de boodschap van God te brengen dan directeur te zijn van een vuurwerkfabriek."

## Overlijden
Bosshardt overleed op 25 juni 2007 op 94-jarige leeftijd, wat bij het Leger wordt aangeduid als: bevorderd tot heerlijkheid. Tijdens haar leven had ze aangegeven dat ze graag eenvoudig wilde worden begraven in een graf van het Leger des Heils op de Nieuwe Oosterbegraafplaats in Amsterdam. Op zaterdag 30 juni 2007 werd aan dat verzoek voldaan. Na een afscheidsdienst in de Koningskerk in de wijk Watergraafsmeer werd majoor Bosshardt in besloten kring bijgezet.

## Onderscheidingen

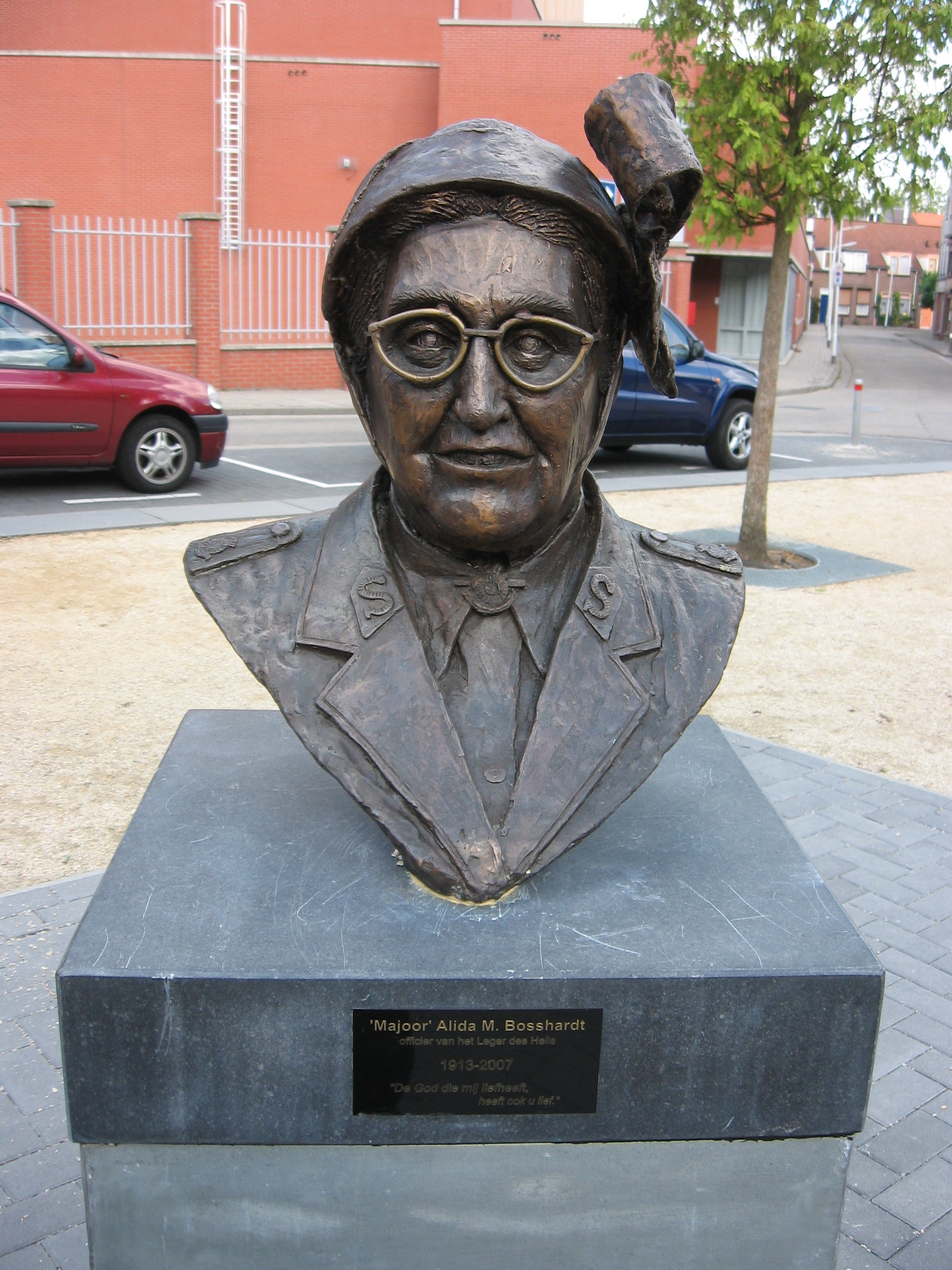
Beeld Majoor Bosshardt in Terneuzen

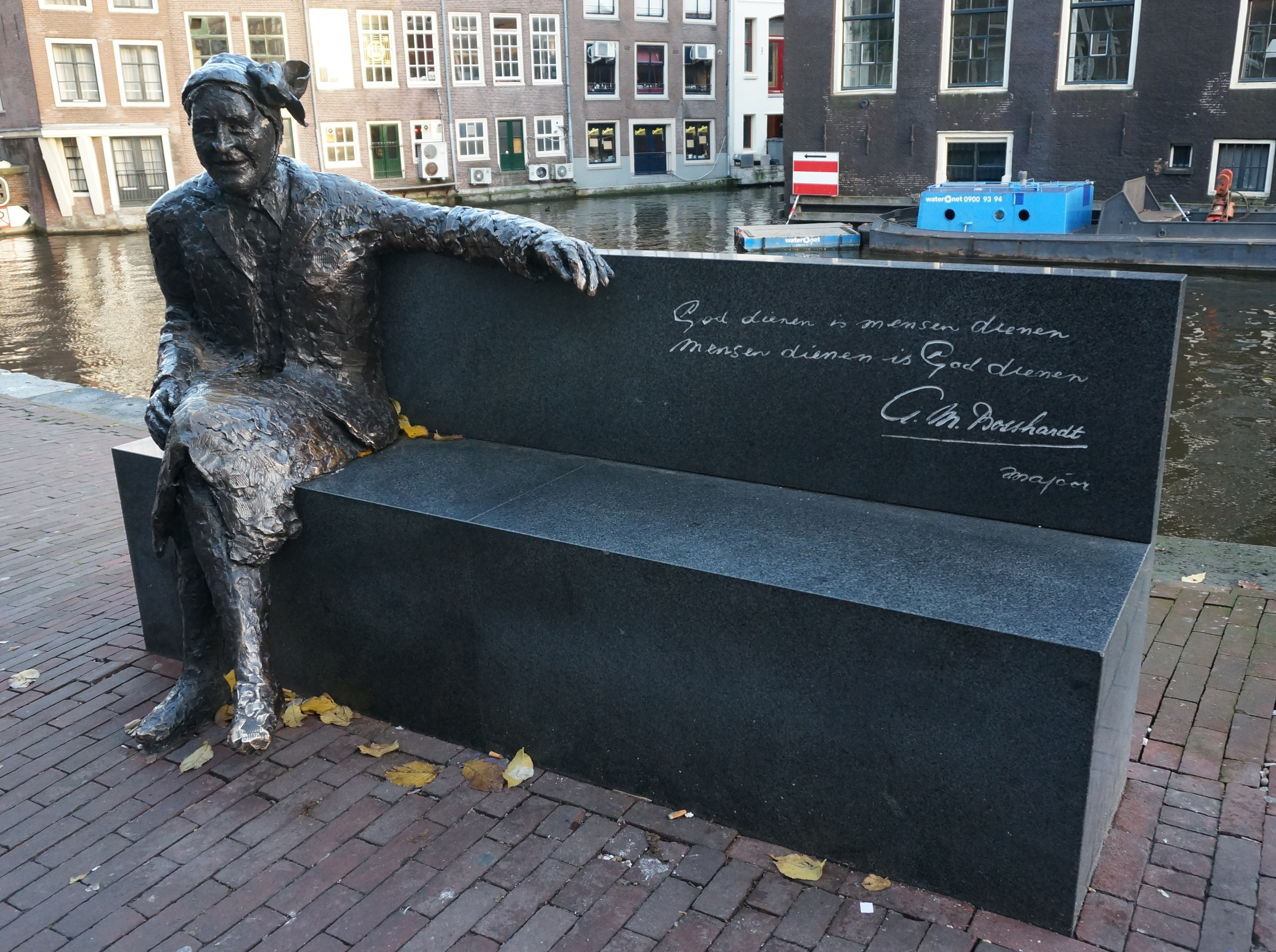
Sculptuur van Alida Bosshardt op de Oudezijds Voorburgwal

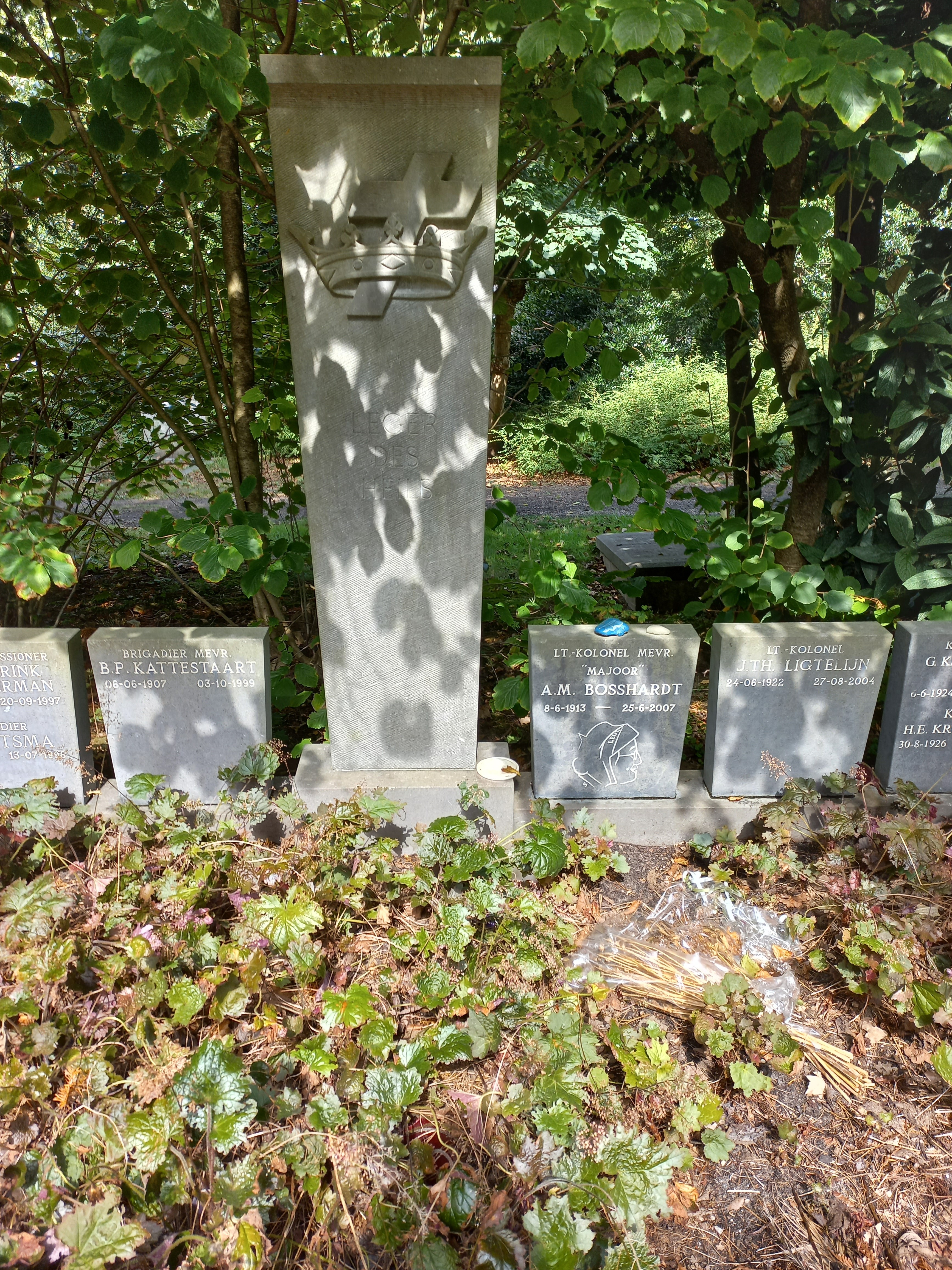
Algemeen graf Leger des Heils met rechts van de zuil steen van Boshardt (augustus 2022)

- 1962: Order of the Founder (onderscheiding van het Leger des Heils voor bijzondere werkzaamheden)
- 1966: Ridder in de Orde van Oranje-Nassau
- 1975: Zilveren Eremedaille van de Stad Amsterdam
- 1977: Prix d'Humanité
- 1982: Hélène de Montignyprijs
- 1985: Officier in de Orde van Oranje-Nassau
- 2001: Henk Vos Prijs
- 2004: Yad Vashem-onderscheiding (nr.10178) van de staat Israël voor haar werk voor Joodse kinderen in de Tweede Wereldoorlog.[19]

In 2006 is de Majoor Bosshardt Prijs in het leven geroepen.
Op 13 november 2009 meldde het dagblad De Telegraaf dat ze was verkozen tot Grootste Amsterdammer Aller Tijden, een opiniepeiling die georganiseerd werd door de Telegraaf en de Dienst Onderzoek en Statistiek van de gemeente Amsterdam.

## Majoor Bosshardt Beeld
Op 8 juni 2008 werd het Majoor Bosshardt Beeld onthuld door Erica Terpstra en Willeke Alberti in hotel Krasnapolsky in Amsterdam. Het beeld heeft een permanente plaats gekregen nabij de ingang van de Wintertuin van het Amsterdamse hotel. Op 7 juni 2013 kreeg Majoor Bosshardt er nog een tweede beeld bij, dit keer op de Oudezijds Voorburgwal te Amsterdam (gemaakt door de kunstenaar Peter de Leeuwe), vlak bij de Armbrug. Verder is brug 211 aan de Oudezijds Achterburgwal tussen de Oudekennissteeg en de Molensteeg ook naar haar vernoemd.

## Vernoemingen
Een tot dan nog naamloze brug in het Broersepark in Amstelveen is op 11 juli 2012 vernoemd naar Majoor Bosshardt en heet nu de Majoor Bosshardtbrug.
Op de Wallen in Amsterdam kreeg Brug 211, de brug over de Oudezijds Achterburgwal, ook de naam Majoor Bosshardtbrug. De brug ligt ter hoogte van de Oudekennissteeg en de Molensteeg, midden in het gebied waar zij jarenlang heeft gewerkt als heilsoldaat en vlak bij het door haar opgerichte Goodwillcentrum.
In Doetinchem is een Majoor Bosshardtstraat en in Utrecht een Majoor Bosshardtplantsoen. In September 2015 werd de Majoor Bosshardt Scouting Groep opgericht door het Leger des Heils in Amsterdam-Zuidoost. Het Leger des Heils heeft in vele plaatsen in Nederland ontmoetingsplekken ingericht die de naam "Bij Bosshardt" dragen.

## Beeldmateriaal
- Dokument – Majoor Bosshardt – documentaire uit 1994 over haar laatste dagen in functie, regie George Mustert
- Villa Felderhof – televisieprogramma uit 1996
- Majoor Bosshardt – Bijzonder gewoon (dvd, 2007)